# Odontoglossum odoratum
Odontoglossum odoratum (tên tiếng Anh: Fragrant Odontoglossum) là một loài phong lan có ở Colombia to miền bắc và tây bắc Venezuela.